# Catherine Couturier

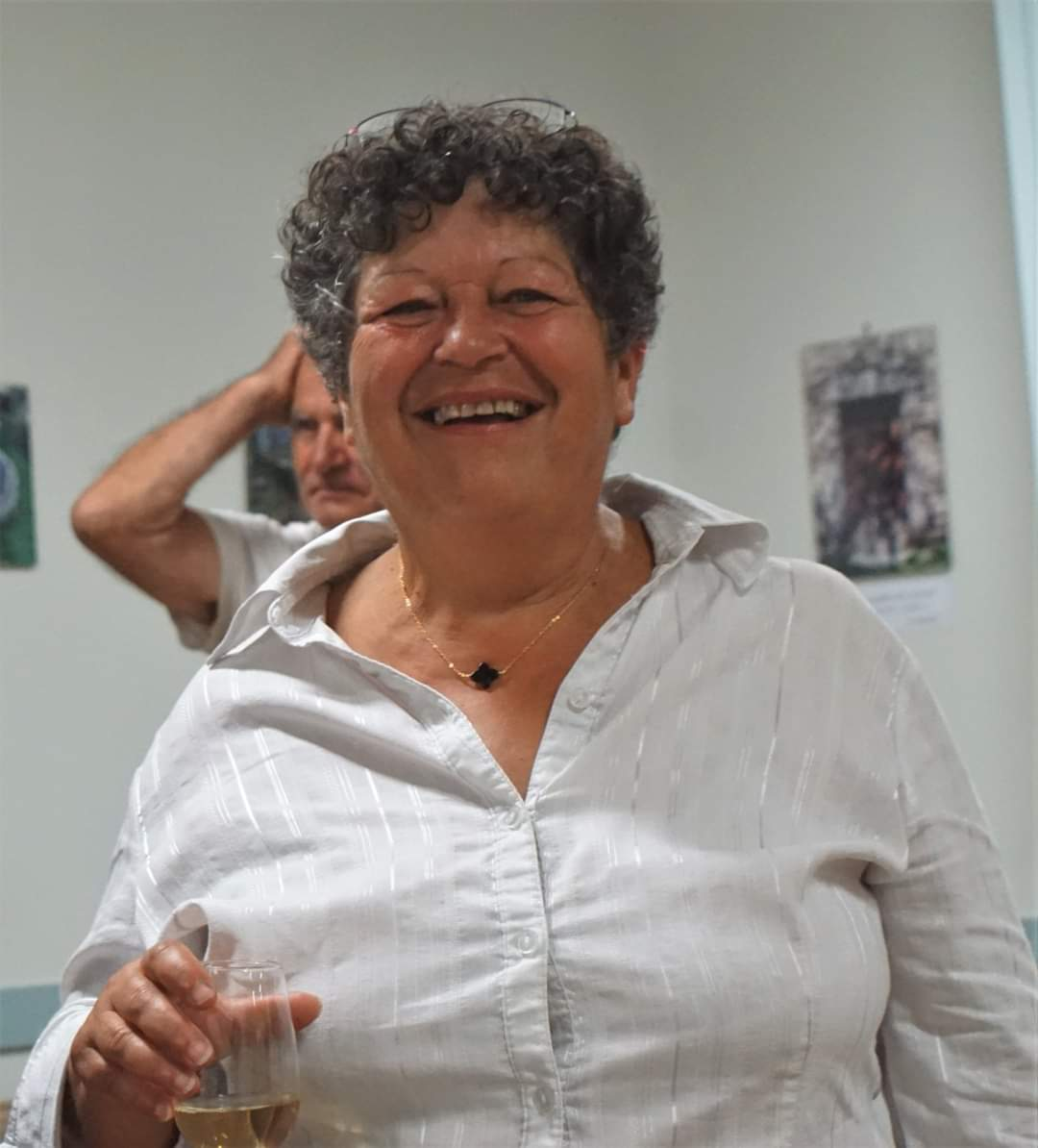
Catherine Couturier

Catherine Couturier (geboren am 27. Februar 1959 in Guéret in der Region Nouvelle Aquitaine.) ist eine französische Politikerin. Sie ist Mitglied von La France Insoumise. Seit der Parlamentswahl 2022 vertritt sie den Wahlkreis des Département Creuse in der Nationalversammlung.

## Leben und Wirken
Nach dem Schulbesuch in  Limoges arbeitete sie als Technikerin für  France Télécom S.A. Sie war  im Gewerkschaftsbund  CGT aktiv.
In der Kommunistischen Partei Frankreichs war sie bis 2016 Mitglied. Sie verließ damals diese Partei und schloss sich der damals neu gegründeten linksgerichteten Partei La France Insoumise an. Von 2001 bis 2020 war im Gemeinderat von  Limay, mehrere Jahre lang als stellvertretende Bürgermeisterin.
Bei der Parlamentswahl 2022 kandidierte sie als Kandidatin von La France Insoumise  im Rahmen der Koalition der  Nouvelle union populaire écologique et sociale (NUPES) im einzigen Wahlkreis des Département Creuse. Im ersten Wahlgang erhielt sie 26,37 % der Stimmen und qualifizierte sich damit für den zweiten Wahlgang. Im zweiten Wahlgang erreichte sie 51,44 % der Stimmen und besiegte damit den Kandidaten und bisherigen Abgeordneten von La République En Marche!, Jean-Baptiste Moreau.